# قلعة عباس بك
قلعة عباس بك (بالإنجليزية: Qaleh-ye Abbas Bek)‏ هي قرية تقع في قسم كناررودخانه الريفي في إيران.